# Maestria Condominiums
Maestria Condominiums est un complexe immobilier à Montréal, Québec, Canada. Achevés en 2023 (phase 1) et 2024 (phase 2), les deux gratte-ciel presque identiques de 58 et 61 étages sont reliés par une passerelle suspendue nommée « SkyBox »— 110 pieds de long, pesant 57 000 kg — entre les 26e étages des deux immeubles.
Construit par Édyfic Construction, une division de Devimco, le pont est l'un des plus hauts entre des bâtiments en Amérique du Nord. Il a coûté 2,5 millions de dollars et ne pouvait être installé que lorsque les vents soufflaient à moins de 25 kilomètres à l'heure.
Les tours Maestria regroupent plus de 1750 logements, des aires communes et des espaces commerciaux.
Conçues par l'agence d'architecture Lemay, elles ont une vue sur la place des Festivals dans le Quartier des spectacles,.